# 素踊り
素踊り（すおどり）は、日本舞踊などで、衣装などをつけずに、紋服で、踊ることである。

## 概要
能における袴能、舞囃子、仕舞と同じように、男性であれば袴を着けて、女性であれば着流し姿である。
「越後獅子」「浦島」のように本衣装があるのにこれを着けない場合と、「松の緑」「北州」のようにもともと本衣装の無い場合がある。
仕舞と同じく、常磐津、清元の「山姥」の「山めぐり」のみのように、作品の一部のみを採ることもある。
その姿のままで遊女にも、貴人にも、怨霊にも見えなければならないので、熟練者でなければ見栄えがしない。また、本来は素踊り物といって、清元の「北州」「梅の春」「老松」、長唄「松の緑」のような御祝儀物を踊ったものであるという。